# Nemesia arenicola
Espèce
Nemesia arenicola est une espèce d'araignées mygalomorphes de la famille des Nemesiidae.

## Distribution
Cette espèce est endémique de Corse en France. Elle se rencontre vers Bonifacio et Porto-Vecchio.

## Description
La femelle holotype mesure 12 mm.

## Publication originale
- Simon, 1892 : Histoire naturelle des araignées. Paris, vol. 1, p. 1-256 (texte intégral).